# Markrabě
Markrabě, alternativně markrabí, (z něm. Markgraf; lat. marchio) je buď titul vládce závislého území, nebo vysoký šlechtický titul. Původně šlo o titul královského nebo císařského úředníka spravujícího marku (tj. pohraniční území Franské říše) nebo markrabství.
Titul zavedl Karel Veliký někdy kolem roku 800, aby zajistil ochranu hranic proti vnějším nepřátelům. Výraz pochází z germánského mark (hranice, resp. pohraniční území], a graf (hrabě), jde tedy o „hraničního hraběte“. Markrabě měl zvláštní výsady, mohl například svolávat válečnou pohotovost. Na jeho práci dohlížel zvláštní panovníkův vyslanec (missus dominicus).
V mnoha zemích Evropy se titul používal i po pádu Franské říše. Do 12. století se však velká část markrabat změnila ze správců na dědičné vladaře. V románských zemích a v Anglii (ovlivněné románsko-normanskou kulturou) později titul markraběte (respektive markýze) přestal označovat držitele vladařské funkce a stal se jenom šlechtickým titulem, udělovaným panovníkem.

## Vybraná markrabství
- Moravské markrabství
- Markrabství Horní Lužice
- Markrabství Dolní Lužice
- Braniborské markrabství
- Montferratské markrabství
- Markrabství Saluzzo
- Rakouské markrabství